# Râul Varieș
Râul Varieș este un curs de apă, afluent al râului Crișul Negru. 

## Hărți
- Harta munții Apuseni